# 恰白·次旦平措
恰白·次旦平措（藏語：ཆབ་སྤེལ་ཚེ་བརྟན་ཕུན་ཚོགས་，威利转写：chab spel tshe brtan phun tshogs，THL：Chappel Tséten Püntsok，藏语拼音：Qabbê Cêpän Püncog，1922年—2013年8月15日），笔名贡嘎（藏語：གོང་དཀར་，威利转写：gong dkar），出生于西藏拉孜人，藏族，现代著名藏学家、历史学家、作家。
恰白·次旦平措出生于拉孜三大贵族之一——拉敏家族，其兄拉敏·益西楚臣、其弟拉敏·索朗伦珠皆为西藏著名人物，都曾任西藏自治区政协副主席。次旦平措于20岁时过继给其舅恰白·晋美贡嘎，便从此以“恰白”为名。
早年他曾担任过噶伦索康·旺钦格勒的侍从官，后又在江孜、吉隆等地任宗本。中华人民共和国成立后，他任教于日喀则小学，担任副校长、日喀则专区文教科长等职。文化大革命时期他被下放劳动。文革结束后在西藏社会科学院从事西藏史等领域的研究，曾任副院长，并担任大型藏文古籍丛书《雪域文库》的主编。1989年至1991年间出版巨著《西藏简明通史——松石宝串》，该书于1993年获首届国家图书奖。該書主要是为了反驳夏格巴的《西藏政治史》，宣揚中共的歷史觀點。
他还曾任全国政协委员、西藏自治区人大常委会副主任、西藏文联副主席、中国作协西藏分会名誉主席等。